# Керава
Керава (фін. Kerava, швед. Kervo)  — місто в південній Фінляндії, регіон Уусімаа. Населення 38 тис. осіб., площа  — 30,79 км², з яких 0.17 км²  — водяне дзеркало. Щільність населення — 1,142.19 осіб/км².

## Відомі люди
- Мікко Сірен  — фінський музикант, барабанщик. Гурт Apocalyptica
- Емппу Вуорінен  — гітарист гурту Nightwish, мешкає у Керава
- Юкка Райтала  — фінський футболіст